# Satmex
Satmex (acrónimo de Satélites Mexicanos, S.A. de C.V.) fue una compañía de telecomunicaciones mexicana que operaba satélites espaciales que proveían servicios alrededor del Continente Americano. SATMEX fue adquirida por Eutelsat Communications el 2 de enero de 2014 por 831 millones de dólares y semanas después, el 7 de marzo se anunció que Satélites Mexicanos, S.A. de C.V. operaría en adelante bajo el nombre comercial de Eutelsat Americas. Posteriormente, anunció el cambio de nomenclatura de sus satélites, sustituyendo el nombre Satmex por Eutelsat.

## Historia
México ya contaba con una Red de Telecomunicaciones por Microondas, pero fue hasta 1985 cuando se ponen en órbita los satélites Morelos, quienes estaban operados totalmente por el gobierno mexicano a través de Telecomm-Telégrafos (Telecomunicaciones de México), creada por la  Secretaría de Comunicaciones y Transportes tomó el control sobre el funcionamiento del sistema satélites Morelos, que puso en marcha en 1985. El proceso de privatización de Telecomm de la Sección de Servicios Fijos por Satélite comenzó en 1995. La operadora de satélites de México se privatizó en 1997, convirtiéndose en "Satmex", la empresa privada de servicios fijos satelitales de telecomunicaciones. El sistema de satélites Solidaridad se inició entre 1993 y 1994. Los sistemas Satmex, Solidaridad y Morelos cubrían pues operaciones varias desde Canadá hasta Argentina.  En 1998 se lanzó el Satmex 5, y en 2006 se lanzó el Satmex 6. Satmex 7, se construiría por Space Systems/Loral y estaba previsto su lanzamiento para el año 2011, pero debido a la gran deuda que tiene la empresa, el mismo no se construyó y únicamente quedó como un acuerdo de contrato que no se concluyó por falta de financiamiento para su creación.
SATMEX a través del tiempo:
1968

México se convierte en signatario del sistema Intelsat

La primera estación terrena es construida en el estado de Hidalgo.

Las transmisiones de los Juegos Olímpicos son realizadas por televisión en color.

1970

Se comienza a utilizar capacidad en un satélite de Intelsat para servicios domésticos

- 1985: lanzamiento de Morelos II
- 1993: lanzamiento de Solidaridad I.
- 1994: lanzamiento de Solidaridad II.
- 1995: se inicia el proceso hacia la privatización de la Sección de Servicios Fijos Satelitales de Telecomm (hoy Satmex). Entra en vigor la Reforma a la Ley de Telecomunicaciones.
- 1997: la Sección de Servicios Fijos Satelitales de Telecomm se registra bajo la legislación mexicana, constituyendo la empresa Satélites Mexicanos, S.A. de C.V. Lanzamiento de Satmex 5.
- 1998: el nuevo equipo ejecutivo toma el control de la operación e inicia la transición de la empresa. Satmex 5 se vende totalmente en un tiempo récord de 11 meses. Crecimiento de ingresos del 24% del año 2000 con respecto a 1999.
- 1999: internacionalización y crecimiento de la base de ingresos.
- 2000: lanzamiento de la exposición de tecnología satelital en Universum.
- 2001: Satmex obtiene la certificación ISO 9000:2000 en las direcciones de ingeniería y operación y tráfico y operación al cliente. Esta certificación incluye todos los centros de control y tiene un alcance de ingeniería y operación satelital, acceso y monitoreo satelital y soporte técnico al usuario
- 2004: lanzamiento de Alterna'TV para la distribución de programación latinoamericana a través de los sistemas de televisión de paga en los Estados Unidos.
- 2006: Lanzamiento de Satmex 6.
- 2013: Lanzamiento de Satmex 8 el 26 de marzo de ese año, Satmex 5 cumplió su vida útil fue reemplazado por Satmex 8.
- 2013: Anunció su venta a Eutelsat por 831 millones de dólares americanos.
- 2014: El 2 de enero Satmex se integra oficialmente al grupo Eutelsat, cambiando su nombre a Eutelsat Americas, marcando de esta manera el fin de la compañía.

## Infraestructura terrestre
SATMEX tiene dos diferentes tipos de Centros de Control. Los Centros de Control de Satélites son responsables de la operación de la flota de satélites Satmex, y que se encuentran en la delegación Iztapalapa en México, D.F. y en Hermosillo, Sonora.
Los Centros de Control de Comunicaciones (CCC) vigilan las señales enviadas a través de los satélites de Satmex mediante varias consolas, monitoreando en todo momento las actividades de los satélites, ubicación, operación y verifican que los usuarios operen en los parámetros asignados. Satmex tiene Centros de control de comunicaciones en sus oficinas corporativas y en los dos Centros de Control de Satélites.

## Sistemas satelitales
| Nombre del satélite | Lanzamiento | Órbita  |
| ------------------- | ----------- | ------- |
| Satmex 9            | 2015-2016   | 116.8 W |
| Satmex 7            | 2014-2015   | 109.8 W |
| Satmex 8            | 26/03/2013  | 116.8 W |
| Satmex 6            | 27/05/2006  | 113 W   |
| Satmex 5            | 05/12/1998  | 114.9 W |
| Solidaridad II      | 17/10/1994  | 114.9 W |
| Solidaridad I       | 17/11/1993  | 109.2 W |
| Morelos II          | 27/11/1985  | 116.8 W |
| Morelos I           | 17/6/1985   | 113 W   |